# Modding

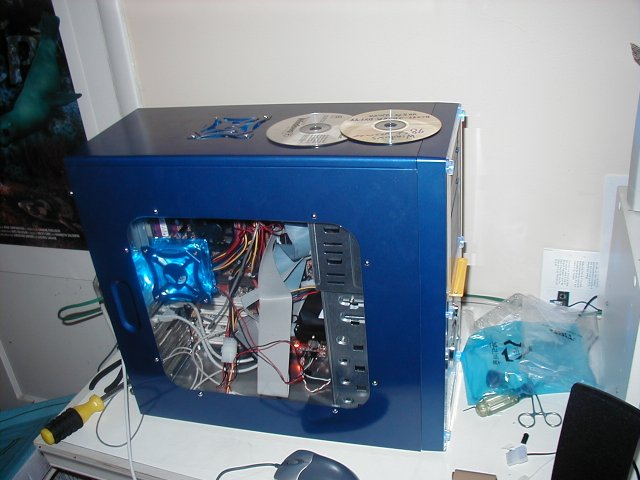
Un case modello X-Dreamer II, con ventola illuminata e una finestra laterale

L'espressione modding o case modding si riferisce alla pratica di modificare il case di un computer, soprattutto allo scopo di migliorarne e personalizzarne l'estetica. Un esempio classico di modding consiste nell'aprire nel fianco del case una finestra che consente di osservare i componenti interni del PC (in questo senso, il modding potrebbe avere la valenza non secondaria di mostrare la potenza o la qualità dei componenti installati).
Negli anni recenti il significato di modding è profondamente cambiato e ne ha assunto un altro, di tutt'altro tipo rispetto a quello tradizionale (di carattere meccanico) ovvero assumendo un'accezione software.

## Storia
Quando i computer divennero accessibili al grande pubblico, la maggior parte dei case erano prodotti in un uniforme colore beige. La beige box era concepita come componente esclusivamente funzionale, e il suo design non appariva influenzato, se non in modo estremamente superficiale, da considerazioni di tipo estetico.
Fu l'iMac Apple il primo computer a presentarsi al pubblico con uno chassis dall'estetica sofisticata e accattivante. Diversi costruttori di PC raccolsero la sfida, e nel mercato iniziarono ad apparire case di colore nero, grigio antracite e altri colori; iniziarono a essere impiegati LED di colori fluorescenti oltre ai tradizionali "rosso", "verde" o "giallo".
In questo contesto si sviluppò l'interesse degli utenti per l'estetica del proprio computer. Se l'espressione modding, in senso stretto, dovrebbe riferirsi a una modifica del case apportata (in modo creativo e individuale) dall'appassionato, in senso lato si intende come "modding" anche la pura e semplice scelta di componenti e accessori "accattivanti" fra quelli messi a disposizione dal mercato.
Col termine "modding" si intende quindi contemporaneamente un mercato di componenti hardware (caratterizzati dal design non banale) e l'attività amatoriale del "modificatore" che non raramente impiega componenti non forniti direttamente dal mercato (o impiega in modo creativo tali componenti). Questi due contesti si influenzano a vicenda. Per esempio, una delle modifiche più frequenti apportate dagli appassionati ai case era l'apertura di una "finestra" su uno dei fianchi del case stesso, allo scopo di rendere visibile l'hardware interno del computer; dal 2000 in avanti, diversi produttori di hardware hanno incluso questa caratteristica nel progetto di numerosi modelli di case.
Il Modding è nato principalmente per necessità di tipo pratico, per un miglior raffreddamento interno che spesso non è garantito dai case economici e soprattutto per computer con componenti in overclock e/o overvolt (a fronte di migliori prestazioni velocistiche consumano e scaldano più del normale). In seguito il modding si è trasformato ed ora la modifica di carattere estetico è diventata principale lasciando in ombra le prestazioni di raffreddamento, anche se negli ultimi tempi anche il raffreddamento sta avendo una grande importanza per il modding, soprattutto il raffreddamento a liquido.
Un modder può definirsi completo se modifica non solo l'estetica ma anche la funzionalità del case, ad esempio modifica le disposizioni interne per migliorare i flussi di aria per ridurre le vibrazioni e il rumore oltre che per aumentare le portate: il vero modder cura ogni dettaglio, dalla disposizione dei cavi alla sospensione degli hd (spesso si sospendono i dischi fissi su supporti in gomma più o meno artigianali per evitare che questi trasmettano le vibrazioni al case).

## Modding dispositivi mobili
Attualmente il termine modding si utilizza in un altro ambito rispetto al contesto originario.
Modding significa eseguire una serie di operazioni (flashare la ROM) per modificare il firmware originale di dispositivi mobili. Questo permette di personalizzare il sistema operativo e l'esperienza di uso di smartphone e di tablet, ad esempio. Il modding permette di accedere alla partizione (nascosta) di sistema che è quella che presiede alla possibilità di modifiche significative del sistema (app installate, grafica, gestione batteria, installazione di aggiornamenti, eliminazione di restrizioni e personalizzazione del produttore e tante altre).
Il mondo Android ha sviluppato intensamente il modding, essendo un sistema operativo open source.